# دوزیست‌شناسی

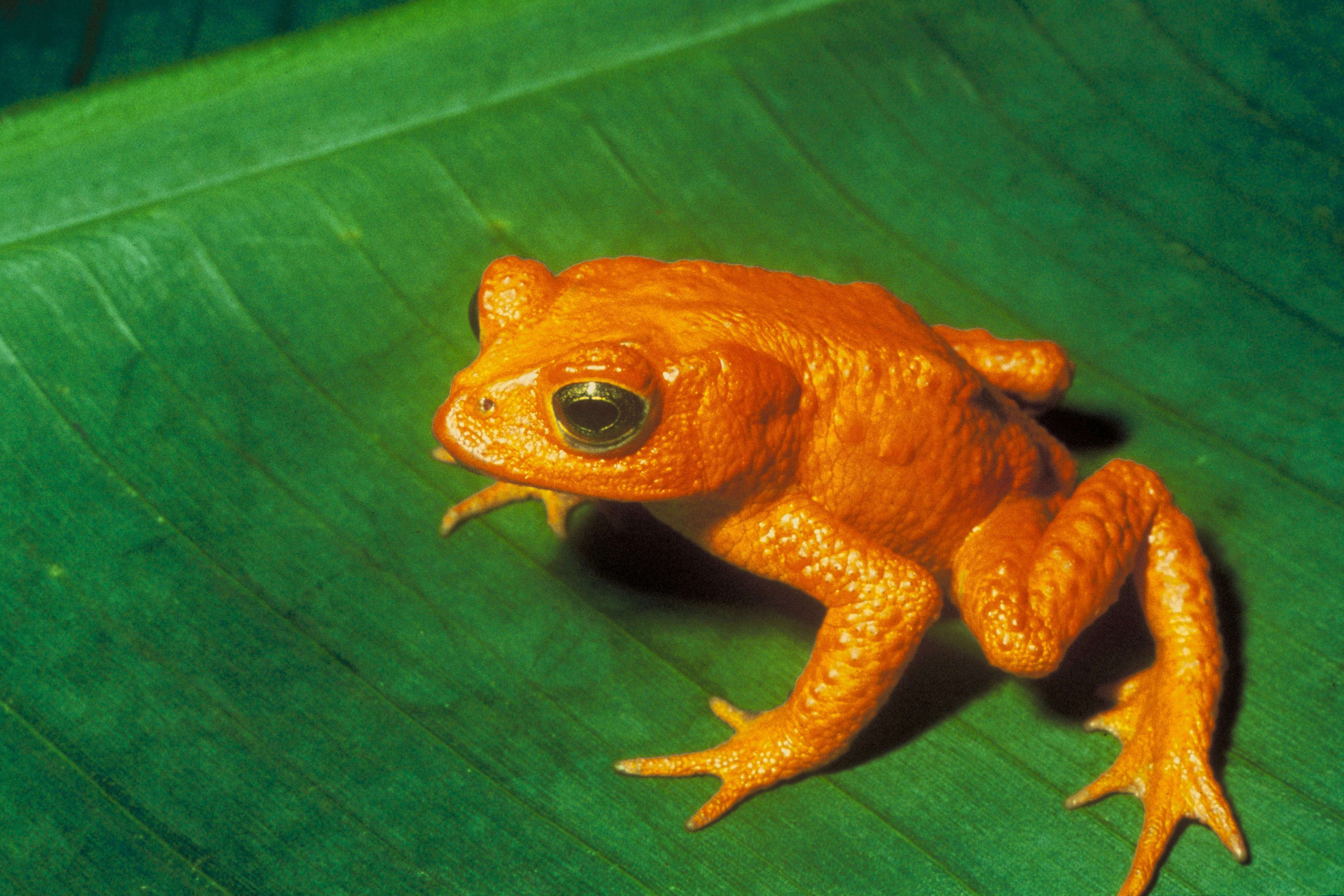
وزغ طلایی

دوزیست‌شناسی یا قورباغه‌شناسی (به انگلیسی: Batrachology) شاخه‌ای از جانورشناسی است که به مطالعه دوزیستان از جمله قورباغه‌ها و وزغ‌ها، سمندرها، سمندرک‌ها و برهنه‌مارها می‌پردازد. این یک زیرشاخه از خزنده‌شماسی است که شامل خزندگان غیرپرنده (مانند مار، مارمولک، دوزیستان، لاک‌پشت‌ها، کرمی‌مارمولکان، لاک‌پشت‌های زمینی، کروکودیل‌ها، و سوسمار پل‌دماغی) نیز می‌شود. دوزیست‌شناس ممکن است تکامل، بوم‌شناسی، رفتارشناسی، یا کالبدشناسی دوزیستان را مطالعه کنند.
دوزیستان، مهره‌داران خونسردی هستند که عمدتاً در زیستگاه‌های نمناک یافت می‌شوند، اگرچه بسیاری از گونه‌ها سازگاری‌های رفتاری ویژه‌ای دارند که به آنها اجازه می‌دهد در بیابان‌ها، درختان، زیرزمین و در مناطقی با تغییرهای فصلی زیاد دمایی زندگی کنند. بیش از ۷۲۵۰ گونه دوزیست وجود دارد.